# Pachydiscus
Pachydiscus is een uitgestorven geslacht van mollusken, dat leefde tijdens het Laat-Krijt.

## Beschrijving
Deze ammoniet had een samengedrukte, evolute schelp met korte, zwak gebogen ribben en een afgeronde buikzijde. De diameter van de schelp bedroeg ongeveer 6 cm.

## Leefwijze
Dit geslacht bewoonde open zeeën en was een tamelijk goede zwemmer.